# Lucas Ramón Barrios Cáceres
Lucas Ramón Barrios Cáceres (San Fernando, Província de Buenos Aires, Argentina, 13 de novembre de 1984) és un futbolista nacionalitzat paraguaià. Va néixer a l'Argentina de mare paraguaiana, essent internacional amb aquest país i participant en el Mundial de 2010. Destacà als clubs Colo-Colo i Atlas. A Europa formà part del Borussia Dortmund o Spartak Moscou. Jugà com a davanter en el Palmeiras i Grêmio del Brasileirão.